# Jean Baptiste Alexandre de Bosredon
Jean Baptiste Alexandre de Bosredon (Chavagnac, 22 februari 1831 - aldaar in het Château de la Fauconnie, 14 maart 1903) was een Frans politicus ten tijde van het Tweede Franse Keizerrijk en de Derde Franse Republiek.
Hij was de jongere broer van Philippe de Bosredon du Pont.

## Biografie
Bij de parlementsverkiezingen van 1869 werd Jean Baptiste de Bosredon verkozen in het Wetgevend Lichaam voor de vierde kiesomschrijving (Sarlat) van het departement Dordogne. In tegenstelling tot de carrière van zijn broer Philippe betekende de val van het Tweede Franse Keizerrijk en de afkondiging van de Derde Franse Republiek voor Jean Baptiste niet het einde van zijn carrière. Hij werd immers meermaals herverkozen in de jaren 1870. In 1880 werd hij senator en hij bleef dit tot begin 1885. Bij de verkiezingen van 24 januari 1885 werd hij niet herverkozen. Hij zetelde ook in de Conseil général van het departement Dordogne.
Als politicus stemde de Bosredon als bonapartist met rechts. Hij hield zich vooral bezig met landbouwkwesties. In dit domein schreef hij ook enkele studies:
- Manuel de trufficulture (1887)
- Notice sur les chemins vicinaux de la Dordogne (1873)

Hij was ridder in het Legioen van Eer.